# Laura Janáčková
Laura Janáčková (roz. Krejčová, dříve také Janáčková Strouhalová) (* 7. září 1966 Humpolec) je docentka klinické psychologie a autorka knih o lidských vztazích a komunikaci.

## Život
Laura Janáčková je zaměstnána v Sexuologickém ústavu Všeobecné fakultní nemocnice v Praze a 1. lékařské fakulty Univerzity Karlovy. Zabývá se psychologií v oblasti aplikované medicíny a komunikace, psychologií u onkologických a jinak těžce nemocných pacientů, psychosomatikou, problematikou bolesti, partnerských a rodinných vztahů a sexuálního chování. Publikovala desítky odborných i populárních článků, je autorkou řady knih.
V letech 1987 – 1990 studovala obor psychologie na FF UK v Praze. V roce 1990 získala titul PhDr. na FF UK v Praze a v roce 1996 titul CSc. na téže fakultě. V roce 2004 nostrifikovala a získala titul Dr.phil  na Universitat Wien. V roce 2012 získala titul docentka klinické psychologie  na FF UP v Olomouci.
V roce 2009 bylo zahájeno její habilitační řízení na Zdravotně sociální fakultě Jihočeské univerzity v Českých Budějovicích. To bylo v březnu 2012 zastaveno. V listopadu 2011 bylo zahájeno její habilitační řízení na Filozofické fakultě Univerzity Palackého v Olomouci. Habilitační práce měla název Komunikace ve zdravotnictví a habilitační přednáška Psychologické aspekty onkologického onemocnění. Vědecká rada FF UP schválila návrh na jmenování Dr. Laury Janáčkové Strouhalové docentkou pro obor klinická psychologie v květnu 2012.
Je jednatelkou a společnicí ve společnosti Institut partnerských vztahů s.r.o., je zakladatelkou a členem správní rady Ústavu onkologické psychologie z.ú., který vznikl v červenci 2014.
Laura Janáčková je třikrát vdaná, má dva syny a jednu dceru. Žije v Praze.[zdroj?]
Ve volbách do Senátu PČR v roce 2014 kandidovala jako nestraník za ANO v obvodu č. 27 – Praha 1. Pozornost vzbudila odvážnými billboardy, kde je vyfocená pouze v noční košilce a s volebním heslem „Láska, sex a politika“. Billboard se stal hitem sociálních sítí, kde si z něj lidé dělali legraci, také byl nominován do soutěže sexistické prasátečko. Ve volbách se Janáčková se ziskem 13 procent hlasů umístila na 4. místě.
Během předvolební kampaně do parlamentu v roce 2014 přinesly Parlamentní listy sdělení zpochybňující vzdělání a pracovní zařazení Laury Janáčkové na 1. lékařské fakultě Univerzity Karlovy. Fakulta v tiskovém prohlášení uvedla, že Laura Janáčková není na fakultě zaměstnaná ani zde nehabilitovala. Laura Janáčková uvedené informace komentovala ve svém prohlášení, že pouze pracovala jako docentka klinické psychologie na plný úvazek v Sexuologickém ústavu, který pod fakultu patří. Byla skutečně uvedena na stránkách Sexuologického ústavu pod fakultní nemocnicí, dnes[kdy?] je již vedena jako zaměstnankyně fakulty.[zdroj?]

## Publikace
- Psychologické aspekty zdravotnické komunikace. Brno : Masarykova univerzita, 2007. (+ Josef Pavlát)
- Bolest a její zvládání. Praha : Portál, 2007.
- Základy zdravotnické psychologie. Praha : Triton, 2008.
- Nevěra a její zvládání. Praha : Maxdorf, 2008.
- Komunikace ve zdravotnické péči. Praha : Portál, 2008. (+ Petr Weiss)
- Praktická komunikace pro každý den. Praha : Grada, 2009.
- Průvodce šťastným vztahem : doktorka Laura. Praha : Kodava, [2012?].
- Muži chtějí potvory : stylový průvodce od Laury Janáčkové. Brno : Grifart, 2013.
- Život je boj : praktický průvodce rakovinou pro nemocné a jejich blízké. Brno : Grifart, 2014.
- Muži chtějí milenky: průvodce partnerským trojúhelníkem od Laury Janáčkové. Brno: Grifart 2014
- JANÁČKOVÁ, Laura. Poznej muže beze slov: mapa muže od hlavy až k patě. Ilustroval Aleš ČUMA. V Brně: Grifart, 2016. ISBN 978-80-906185-3-4.
- JANÁČKOVÁ, Laura, Jiří DORT a Eva DORTOVÁ. Máme doma miminko do dlaně: praktický průvodce pro rodiče předčasně narozených dětí od propuštění z nemocnice do tří let. V Brně: Grifart, 2016. ISBN 978-80-906185-6-5.